# Televisão Pública de Angola
Televisão Pública de Angola, nota anche con l'acronimo TPA, è l'ente televisivo pubblico dell'Angola. Trasmette dalla capitale Luanda in portoghese,
kikongo, kimbundu, chokwe, umbundu e kwanyama.

## Storia
I primi esperimenti radiofonici e televisivi in Angola risalgono al periodo coloniale: il primo è del 1962 con Rádio Clube do Huambo; il secondo è dell'8 gennaio 1964 con Rádio Clube de Benguela; il 22 giugno 1970 a Luanda fu testata per la prima volta la televisione.
TVA fu fondata il 27 giugno 1973 come "Radiotelevisão Portuguesa de Angola" dalle autorità del governo coloniale portoghese. Il lancio ufficiale avvenne il 18 ottobre 1975 a Luanda.
Il 25 giugno 1976, a pochi mesi dall'indipendenza del Paese, l'azienda cambiò nome in "Televisão Popular de Angola".
TPA iniziò ad estendere la propria copertura partendo da Benguela nel 1979 e da Huambo nel 1981. A Huambo fu istituito il primo centro di produzione regionale.
Nel 1982 su TPA debuttò una programmazione nelle cinque principali lingue locali, kikongo, kimbundu, chokwe, umbundu e kwanyama. Da allora alle cosiddette "lingue nazionali" viene prestata una speciale attenzione nei notiziari; ad esse è dedicato anche un intero blocco di programmazione sul primo canale.
La TV a colori in Angola fu introdotta nel 1983.
Nel 1992 l'azienda arrivò a servire tutto il Paese grazie alla diffusione del segnale via satellite.
A settembre 1997 TPA fu ufficialmente elevata allo status di ente pubblico e per questo cambiò nuovamente nome in "Televisão Pública de Angola".
Il 15 agosto 2000 la seconda rete passò alle trasmissioni regolari.
Nel 2003 TPA sbarcò sulla piattaforma internazionale africana DStv e il 31 gennaio 2007 iniziò a trasmettere 24 ore al giorno.
Il 24 luglio 2008 fu lanciato TPA Internacional, un canale rivolto ai Paesi stranieri, disponibile anche via cavo e IPTV in Portogallo e in altri Stati lusofoni.
Il 30 maggio 2022 TPA passò all'alta definizione; il 18 luglio dello stesso anno fu inoltre inaugurato il primo canale angolano all news, TPA Notícias.

## Servizi

### Televisione
| Nome              | Sede   | Тipo                 | Lancio | Lingua                                                    |
| ----------------- | ------ | -------------------- | ------ | --------------------------------------------------------- |
| TPA 1             | Luanda | generalista          | 1973   | portoghese, kikongo, kimbundu, chokwe, umbundu e kwanyama |
| TPA 2             | Luanda | cultura e spettacolo |        | portoghese, kikongo, kimbundu, chokwe, umbundu e kwanyama |
| TPA Notícias      | Luanda | informazione         |        | portoghese, kikongo, kimbundu, chokwe, umbundu e kwanyama |
| TPA Internacional | Luanda | internazionale       |        | portoghese, kikongo, kimbundu, chokwe, umbundu e kwanyama |

## Ricezione

### Terrestre
Televisão Pública de Angola trasmette in standard DVB-T HD.

### Satellite[5]
| Satellite          | Yamal 402                  | Eutelsat 36B               | Eutelsat 36B               | Eutelsat 36B               | Intelsat 28                |
| Posizione orbitale | 54.9° E                    | 35.9° E                    | 35.9° E                    | 35.9° E                    | 32.9° E                    |
| Canali             | TPA 1, TPA 2, TPA Notícias | TPA 1, TPA 2, TPA Notícias | TPA 1, TPA 2, TPA Notícias | TPA 1, TPA 2, TPA Notícias | TPA 1, TPA 2, TPA Notícias |
| Frequenza          | 10962 V                    | 11429 V                    | 11429 V                    | 11474 V                    | 10975 H                    |
| SR                 | 5926                       | 30000                      | 30000                      | 30000                      | 30000                      |
| FEC                | 5/6                        | 5/6                        | 5/6                        | 5/6                        | 9/10                       |
| Modulazione        |                            | QPSK                       | QPSK                       |                            | QPSK                       |

### Streaming
Televisão Pública de Angola in streaming